# Delay spread
Il delay spread (in italiano "ritardo di diffusione") è un tipo di distorsione di un segnale elettromagnetico che si verifica in condizioni di multipath fading, ovvero quando lo stesso segnale arriva  a destinazione in più repliche e a tempi diversi. Il segnale di solito arriva attraverso più percorsi e con diversi angoli di arrivo.
Esso è definito come la differenza di tempo tra l'istante d'arrivo della prima componente del multipath (tipicamente la componente chiamata line of sight, cioè la componente diretta col percorso più breve) e l'istante d'arrivo dell'ultima.